# Acipenseriformes

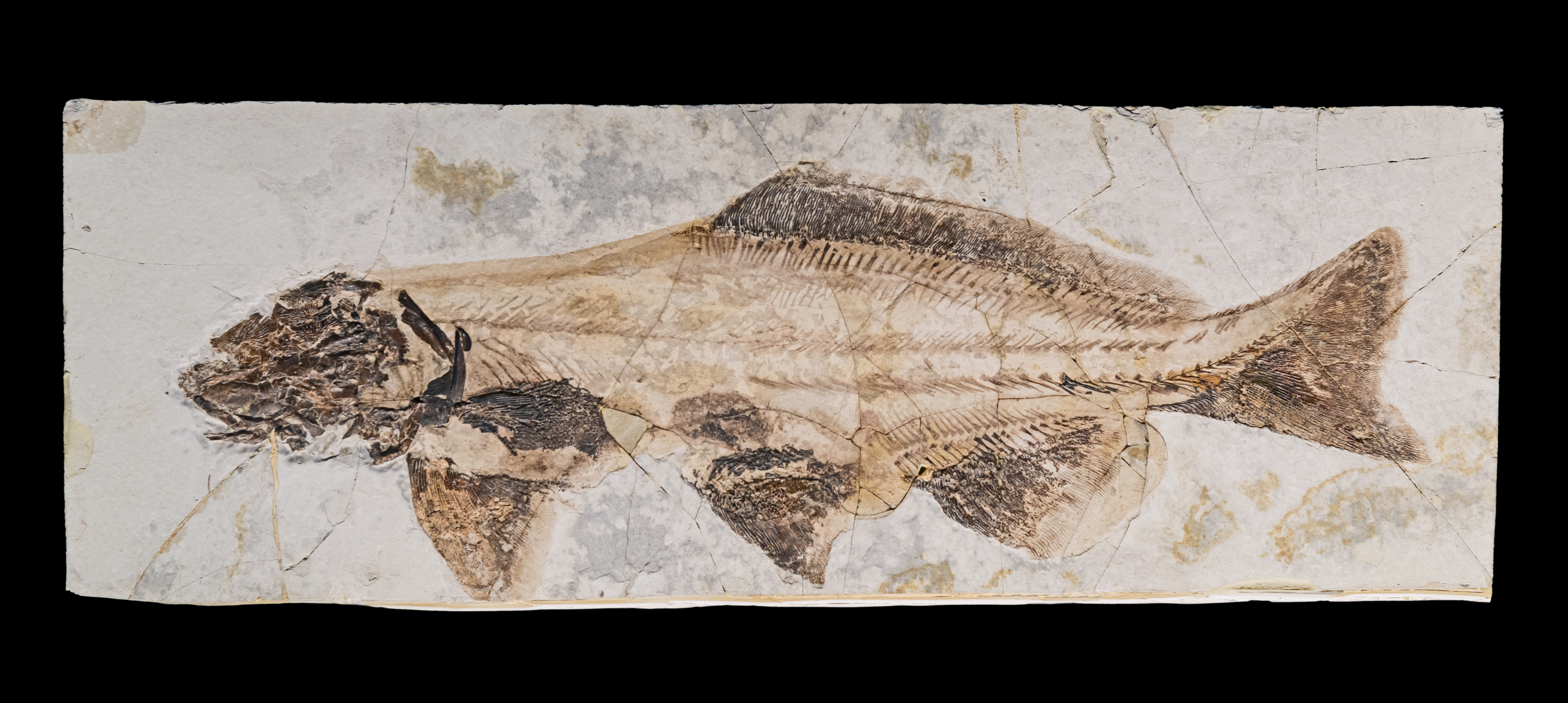
Yanosteus longidorsalis

Els acipenseriformes són un ordre de peixos actinopterigis primitius que inclou els esturions i els peixos espàtula, així com algunes famílies fòssils ja extintes. L'esquelet ossi té un contingut elevat en cartílag.

## Sistemàtica

### Acipenseridae
Els acipensèrids (Acipenseridae) són una família que compren els coneguts esturions i inclou dues subfamílies. Per a la classificació completa vegeu l'article sobre els acipensèrids.
- Acipenserinae, amb dos gèneres.
- Scaphirhynchinae, també amb dos gèneres.

### Polyodontidae
Són els poliodòntids (Polyodontidae) o peixos espàtula, que té només dos gèneres, cadascun amb una única espècie.
- Polyodon spathula (USA)

- Psephurus gladius (Xina)

### Chondrosteidae
Els condrosteids són una família extinta.

### Errolichthyidae
Els errolíctids són una família extinta.